# خرگوش جهنده شرق آفریقا
خرگوش جهنده شرق آفریقا (نام علمی: Pedetes surdaster) نام یک گونه از سرده خرگوش‌های جهنده است.